# Lefka Ori
De Lefka Ori (Grieks: Λευκά Όρη) (Witte Bergen), ook Madares (Grieks: Μαδάρες) genoemd, is een gebergte in het westelijk gedeelte van het Griekse eiland Kreta. Het gebergte telt circa dertig toppen die boven de 2000 meter uitkomen. De hoogste top is de Pachnes, met 2452 meter slechts enkele meters lager dan het hoogste punt van Kreta; de berg Ida Psiloritis in het Idagebergte.
De Lefka Ori danken hun naam niet aan het feit dat de toppen tot ver in de lente met sneeuw bedekt zijn, maar aan de kleur van het gesteente dat de toppen bedekt. Aan de noordkant loopt het gebergte geleidelijk af richting de steden Chania en Kissamos, terwijl aan de zuidkant het ruige gebergte vrijwel tot aan de kust doorloopt. Enkele tientallen kloven doorklieven het gebergte. Tot de bekendste behoren de Samariakloof, de Imbroskloof, de Agia Irinikloof en de Aradenakloof.
Het gebied wordt verder gekenmerkt door een aantal hoogvlaktes, zoals de door bergtoppen omgeven Omaloshoogvlakte op 1100 meter hoogte. Op deze vlakte bevindt zich de entree naar de Samariakloof. Aan de zuidkust bevinden zich de plaatsen Paleochora, Sougia, Agia Roumeli, Loutro en Chora Sfakion.